# Polypogon interruptus
Polypogon interruptus — вид цветковых растений рода Многобородник (лат. Polypogon).

## Ареал
Произрастает в северной части центральной области Тихого океана, в Северной Америке на западе Канады, северо-западе, юго-западе и юго-востоке США, северной и южной частях центра США и Мексике. В Южной Америке распространён на севере, юге и западе материка.

## Ботаническое описание

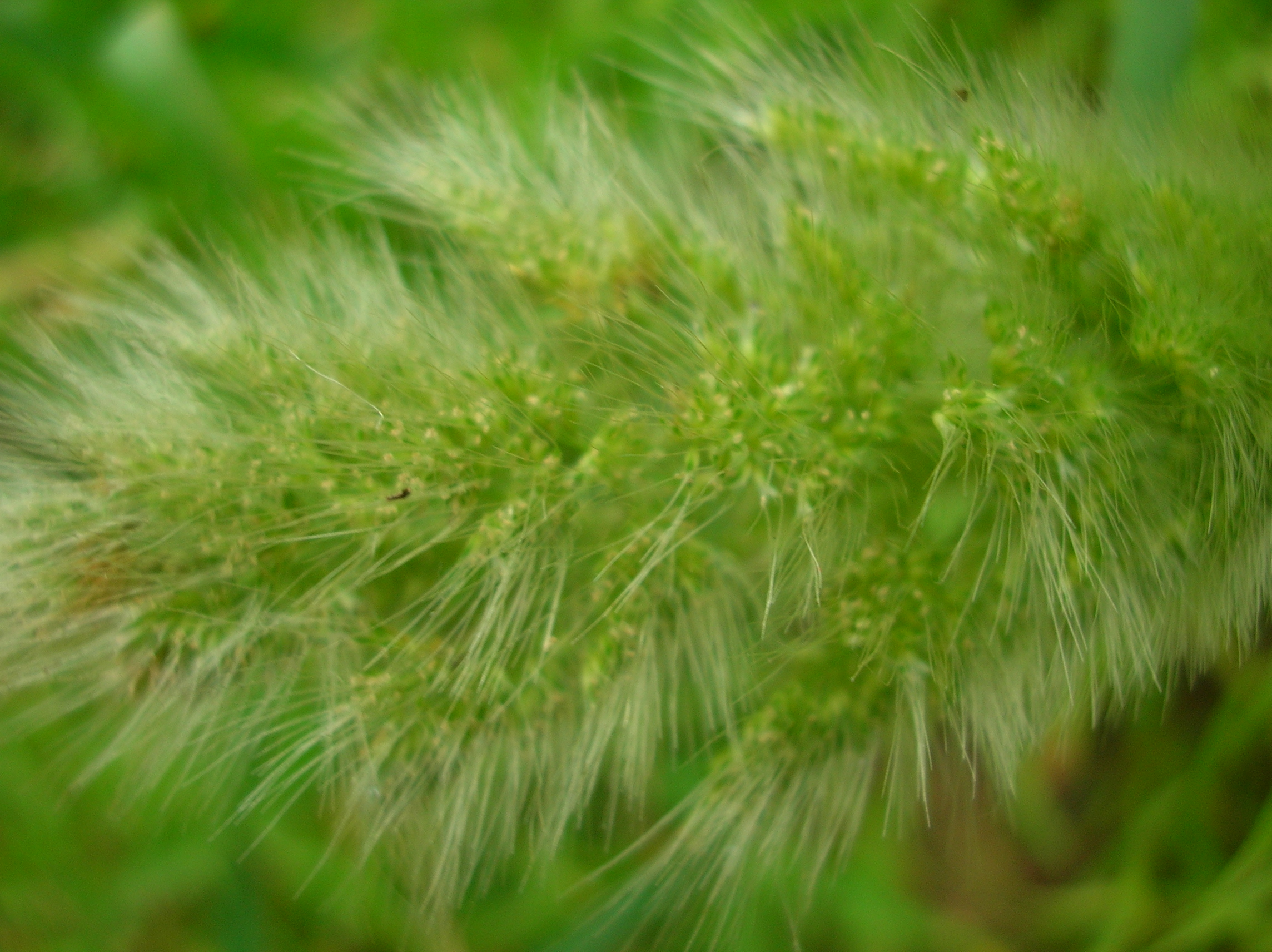
Колос Polypogon interruptus

Многолетнее травянистое растение. Стебли-соломины стелющиеся, 30—80 см длиной. Лигула плёнчатая, длиной 2—5 мм. Листовые пластинки 4—6 мм длиной.
Соцветие — колосовидная метёлка, вытянутая в длину, 5—15 см длиной. Колоски одиночные. Фертильные колоски снабжены специальными ножками. Ножки клиновидные, 0,5—1 мм длиной. Колосок содержит 1 цветочек. Колоски клиновидные, уплощены с боков, 2,5—3 мм длиной, опадают целиком, вместе с ножкой. Каллус цветочков неопушённый.
Колосковые чешуи одинаковые, закрывают цветки. Они плотнее, чем цветковые чешуи. Нижняя колосковая чешуя продолговатая, 2,5—3 мм длиной, равная верхней колосковой чешуе, плёнчатая, с 1 килевидным выступом и 1 жилкой, шершавой поверхностью. Горизонтальных жилок нет. Конец нижней чешуи выемчатый, 1-остный, ость 3—5 мм длиной. Верхняя колосковая чешуя продолговатая, 2,5—3 мм длиной, составляет 2,5—3 длины от соответствующей нижней цветковой чешуи, плёнчатая, с 1 килевидным выступом и 1 жилкой, шершавой поверхностью. Горизонтальных жилок нет. Конец тупой, с 1 остью 3—5 мм длиной.
Нижняя цветковая чешуя продолговатая, 1 мм длиной, блестящая, 5-жилковая. Конец 4-зубчатый, одноостный. Ость главной нижней цветковой чешуи образует пазуху. Длина цветковой чешуи равна длине нижней цветковой чешуи, с 2 жилками.
Имеется 2 плёнчатые лодикулы. Пыльника 3.
Плод — продолговатая зерновка с вязким перикарпием.

## Синонимика
- Alopecurus interruptus Poir.
- Polypogon brachyatherus Phil.
- Polypogon breviaristatus Phil.
- Polypogon cachinalensis Phil.
- Polypogon interruptus var. breviaristatus É.Desv.
- Polypogon interruptus var. interruptus
- Polypogon interruptus var. longearistata É. Desv.
- Polypogon interruptus var. longiaristatus É.Desv.
- Polypogon littoralis var. interruptus (Kunth) Kuntze
- Polypogon microstachys Phil.
- Polypogon tarapacanus Phil.[1]